# Черкасский, Давид Янович
Дави́д Я́нович Черка́сский (укр. Давид Янович Черкаський; 23 августа 1931, Шпола, Украинская ССР, СССР — 30 октября 2018, Киев, Украина) — советский и украинский режиссёр-мультипликатор; народный артист Украины (2010).

## Биография
Давид появился на свет в еврейской семье в городе Шпола (ныне Черкасская область Украины) в 1931 году, однако согласно свидетельству о рождении он на год младше: «тогда многие родители записывали своих детей так, чтобы позже в армию пошли, чтобы не воевали». По паспорту он 1932 года рождения.
Во время Великой Отечественной войны отец Давида служил делопроизводителем в штабе секретного отделения 188-й стрелковой дивизии. Сам он с матерью и тёткой был эвакуирован в Чкалов, затем в Куйбышев. С седьмого класса увлекался спортивной гимнастикой, имел первый разряд, состоял в сборной УССР по гимнастике среди студентов.
В шесть лет посмотрел одну из картин «Союзмультфильма» и тогда же решил связать свою жизнь с мультипликацией. Тем не менее, окончил технологический факультет Киевского инженерно-строительного института и некоторое время работал инженером-строителем в киевской проектной организации «Проектстальконструкция».
По собственному признанию, художественных школ не посещал, рисовать учился самостоятельно. В 1959 году, узнав об организации цеха мультипликации на студии «Киевнаучфильм», отнёс туда свои рисунки, показал их и был зачислен в штат. Прошёл недельную стажировку на студии «Союзмультфильм» у Вячеслава Котёночкина.
Несколько лет работал художником-мультипликатором. В 1961 году во время празднования Нового года прилюдно разделся, после чего поползли слухи о его раскованном поведении, и Черкасский попал под кампанию борьбы со стилягами. После суда был исключён из комсомола и на некоторое время переведён в осветители студии, работал на фильме «За двумя зайцами» (1961).
Тогда же познакомился с Радной Сахалтуевым, ставшим его постоянным художником-постановщиком во всех картинах.
Как режиссёр дебютировал в 1964 году с фильмом «Тайна чёрного короля» (социальный ролик о противопожарной безопасности). Картина получила поощрительную премию за дебют на мультипликационном фестивале в Мамае (СРР). За ней последовали другие мультфильмы, в том числе ТВ-сериалы «Приключения капитана Врунгеля» и «Доктор Айболит», а также двухсерийный полнометражный телефильм «Остров сокровищ», которые принесли режиссёру славу.
Привёл на студию многих сотрудников (преимущественно бывших одногруппников из строительного института): Владимира Дахно, Аллу Грачёву, Ефрема Пружанского. В его фильмах начинал работать Александр Татарский.
С начала 1990-х годов госфинансирование мультипликации прекратилось, и Черкасский стал снимать рекламные ролики. Много лет вместе с Эдуардом Назаровым являлся сопрезидентом международного фестиваля мультипликационных фильмов «КРОК». После смерти Назарова и кризиса в российско-украинских отношениях было принято решение перенести фестиваль в Москву, а руководство перешло к Юрию Норштейну. Черкасский был членом российской академии юмора «Золотой Остап». Принимал участие в юмористической передаче «Анекдот-клуб „Золотой гусь“» (укр. «Золотий гусак»).
В 2006 году написал сценарий нового мультфильма, который должен был сниматься с привлечением современных технологий: «…фильм будет называться „Звёздные спасатели“. Там, где снимались актёры, я собираюсь их сделать в 3D-анимации: частично изображение объёмное, компьютерное, а остальное рисованное». В 2008 году сообщалось о завершении работы над сценарием продолжения «Острова сокровищ», которое якобы должен был снимать Черкасский. Вскоре производство было заморожено в связи с кризисом. В 2010 году был объявлен конкурс на сценарий полнометражного продолжения приключений капитана Врунгеля. Результаты конкурса не были подведены. По словам самого Черкасского, «кто-то хотел на раскрученном бренде „проскочить в рай“», и к проектам он не имел отношения.
Д. Я. Черкасский скончался 30 октября 2018 года после двухмесячной госпитализации в связи с инсультом. Похоронен 1 ноября того же года в Киеве на Берковецком кладбище (участок 106).

### Семья
Отец — Иоханон Давидович Черкасский (1899—1979), переехал в Киев для работы печатником ещё до Октябрьской революции. С 1919 по 1922 год участвовал в гражданской войне. Затем служил заместителем украинского наркома юстиции. Мать, Софья Константиновна (1903—1989), была домохозяйкой. Дед по отцу бросил жену и вместе с дочерью эмигрировал в США; в семье это скрывали.
Жена — Наталья Марченкова (род. 1948), режиссёр-мультипликатор. Сын — Александр, телережиссёр.

## Особенности творчества
В своих фильмах Давид Черкасский совмещал в кадре мультипликацию и игровые съёмки: начиная с настоящего моря, по которому плавают герои «Приключений капитана Врунгеля», и заканчивая сочетанием живых актёров и рисованных персонажей в «Острове сокровищ». Делал трёхмерные «пролёты», имитирующие панорамирование в художественном кино, создавая такой эффект, словно камера летает вокруг персонажей (тотальная мультипликация — в том же «Киевнаучфильме» в таком стиле работала Елена Баринова; приём изредка применял и их коллега Ефрем Пружанский). «Только лет пятнадцать назад такие фокусы с „трёхмерным пространством“ получили распространение в мультипликации, причём исключительно за счёт 3D-технологий». В его фильмах рисовались звуки, вроде «Бум», «Бац», «Бабах» и так далее, как в комиксах (этот приём также использовал Владимир Тарасов в фильме «Тир» 1979 года).
По утверждению режиссёра, «„Врунгель“ был первым мультипликационным сериалом в Союзе». В действительности первые советские мультсериалы появились ещё в 1920-е годы («Тип-топ», «Бузилка», «Братишкин»), а телевизионные сериалы выходили на студии «Мульттелефильм» с момента её основания.
В начале 1990-х годов симбиозом всех накопленных приёмов и эффектов, а также совмещением на экране рисованных персонажей и живых актёров должен был стать игровой фильм «Безумные макароны, или Ошибка профессора Бугенсберга». Однако был сделан только «пилот». Сам проект не был завершён из-за прекращения финансирования, распада студии и пропажи всех материалов. Он также снял «пилот» ремейка «Острова сокровищ» с животными вместо людей, но и этому проекту не дали хода. После чего Черкасский занялся рекламой и к мультипликации больше не возвращался: «Нет студий, нет команды. Начинать всё сначала тяжеловато».

## Фильмография
| Год       | Фильм                                                          | Участие                                            | Примечания                             |
| --------- | -------------------------------------------------------------- | -------------------------------------------------- | -------------------------------------- |
| 1960      | Приключения Перца                                              | художник-мультипликатор                            |                                        |
| 1962      | Пьяные волки                                                   | художник-мультипликатор                            |                                        |
| 1962      | Спутница королевы                                              | художник-мультипликатор                            |                                        |
| 1963      | Заяц и ёж                                                      | художник-мультипликатор                            |                                        |
| 1963      | Золотое яичко                                                  | художник-мультипликатор                            |                                        |
| 1963      | Непоседа, Мякиш и Нетак                                        | художник-мультипликатор                            |                                        |
| 1964      | Тайна чёрного короля                                           | режиссёр, художник-мультипликатор                  |                                        |
| 1965      | Сказка о царевиче и трёх лекарях                               | художник-мультипликатор                            |                                        |
| 1966      | Буквы из ящика радиста                                         | художник-мультипликатор                            |                                        |
| 1967      | Как казаки кулеш варили                                        | художник-мультипликатор                            |                                        |
| 1967      | Колумб причаливает к берегу                                    | режиссёр, художник-мультипликатор                  |                                        |
| 1968      | Человек, который умел летать                                   | художник-мультипликатор                            |                                        |
| 1969      | Мистерия-Буфф                                                  | режиссёр, художник-мультипликатор                  |                                        |
| 1970      | Короткие истории                                               | режиссёр, художник-мультипликатор                  |                                        |
| 1971      | Волшебник Ох                                                   | режиссёр, художник-мультипликатор                  |                                        |
| 1972      | Вокруг света поневоле                                          | режиссёр, художник-мультипликатор                  |                                        |
| 1973      | Как казаки невест выручали                                     | художник-мультипликатор                            |                                        |
| 1974      | Приключения малыша Гиппопо                                     | художник-мультипликатор                            |                                        |
| 1974      | Прощайте, фараоны!                                             | режиссёр-постановщик                               | игровой                                |
| 1975      | Какого рожна хочется?                                          | режиссёр, художник-мультипликатор                  |                                        |
| 1975      | Жаркий сезон («Фитиль № 153»)                                  | режиссёр                                           |                                        |
| 1976—1979 | Приключения капитана Врунгеля                                  | режиссёр-постановщик                               |                                        |
| 1982      | Опасный приём («Фитиль № 236»)                                 | режиссёр                                           |                                        |
| 1983      | Крылья                                                         | режиссёр                                           |                                        |
| 1984—1985 | Доктор Айболит                                                 | режиссёр-постановщик, сценарист                    | сценарий в соавторстве с Е. Чеповецким |
| 1986      | Остров сокровищ. Карта капитана Флинта                         | режиссёр-постановщик, сценарист, актёр — 3-й пират | сценарий в соавторстве с Ю. Аликовым   |
| 1988      | Сокровища капитана Флинта                                      | режиссёр-постановщик, сценарист, актёр — 3-й пират | сценарий в соавторстве с Ю. Аликовым   |
| 1992      | Безумные макароны, или Ошибка профессора Бугенсберга           | режиссёр-постановщик                               | не завершён                            |
| 1992      | Возвращение на остров сокровищ / The Return to Treasure Island | режиссёр-постановщик                               | ремейк мультфильма 1988 года           |

## Признание и награды
- поощрительная премия за дебют в Мамае (ССР), («Тайна чёрного короля»), 1964;
- специальный диплом СИДАЛГ на XIII МКФ в Кракове (ПНР), («Какого рожна хочется?»), 1976;
- диплом Всесоюзного телефестиваля в Ереване («Приключения капитана Врунгеля»);
- заслуженный деятель искусств Украины (9 ноября 1995) — за значительный личный вклад в развитие украинской национальной культуры, весомые творческие достижения[16];
- академик Академии телевидения (1997);
- орден «За заслуги» III степени (22 августа 2002) — за значительный личный вклад в социально-экономическое и духовное развитие Украины, весомые трудовые достижения и по случаю 11-й годовщины независимости Украины[17];
- орден «За заслуги» II степени (7 сентября 2007) — за весомый личный вклад в развитие национального киноискусства, многолетнюю плодотворную творческую деятельность и высокий профессионализм и по случаю Дня украинского кино[18];
- народный артист Украины (29 января 2010) — за значительный личный вклад в развитие украинского анимационного киноискусства, весомые достижения в профессиональной деятельности и по случаю 50-летия со дня основания Украинской киностудии анимационных фильмов[19];
- благодарность Министерства культуры Российской Федерации (7 сентября 2012) — за большой вклад в развитие анимационного кино, многолетнюю плодотворную работу и в связи со 100-летним юбилеем российской анимации[20].